# Howe Park Wood
Howe Park Wood är en skog i kommunen Milton Keynes i Storbritannien. Den ligger i grevskapet Buckinghamshire och riksdelen England, i den södra delen av landet, 70 km nordväst om huvudstaden London.